# Сорыси

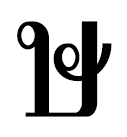

Сорыси (тайск. ฤๅษี — риши) — со, 39-я буква тайского алфавита, по происхождению восходит к используемой в санскрите букве мурдханья шакар. По традиции относится к аксонсунг (верхний класс) и к матре мекот. В лаосском алфавите сорыси проецируется на букву сосыа (тигр).